# Hesperantha similis
Hesperantha similis är en irisväxtart som beskrevs av Nicholas Edward Brown och Robert Crichton Foster. Hesperantha similis ingår i släktet Hesperantha och familjen irisväxter. Inga underarter finns listade i Catalogue of Life.